# 神学者聖ヨハネ修道院と黙示録の洞窟を含むパトモス島の歴史地区 (ホーラ)
「神学者聖ヨハネ修道院と黙示録の洞窟を含むパトモス島の歴史地区（ホーラ）」（しんがくしゃせいヨハネしゅうどういんともくしろくのどうくつをふくむパトモスとうのれきしちく (ホーラ)）は、ユネスコの世界遺産登録物件の一つ。ギリシャの小島パトモスの中心市街ホーラは、丘の上に立つ神学者聖ヨハネ修道院を外敵から守るべく要塞化した町である。
世界遺産への登録に当たっては、この場所が正教会の重要な巡礼地となってきたことや、聖ヨハネが福音書や黙示録を執筆したことにまつわると伝えられる場所が残っていることなどが評価された。なお、一連のヨハネ文書を執筆したのが全て聖ヨハネかどうかについては議論もあるが、世界遺産登録では伝統的な見解が踏襲されている。

## 神学者聖ヨハネ修道院
1080年に、東ローマ帝国コムネノス王朝のアレクシオス1世は、正教会のクリストドゥーロスにパトモス島を下賜した。これがきっかけとなり、1088年から丘の上に神学者聖ヨハネ修道院の建造が行われた。
カトリコン（Katholikón, 身廊）、中央教会、資料館、聖マリア礼拝堂などからなる修道院で、周辺を黒みがかった城壁に囲まれている。16世紀になると、創立者クリストドゥーロスの聖遺物を納めたクリストドゥーロス礼拝堂も建てられた。

## 黙示録の洞窟
黙示録の洞窟は、ホーラとスカラ（港）の間の斜面にある、聖ヨハネが啓示を受けたとされる洞窟で、彼が啓示を受けたとされる場所や神の声が下ったときに割れたとされる岩などが残っている。

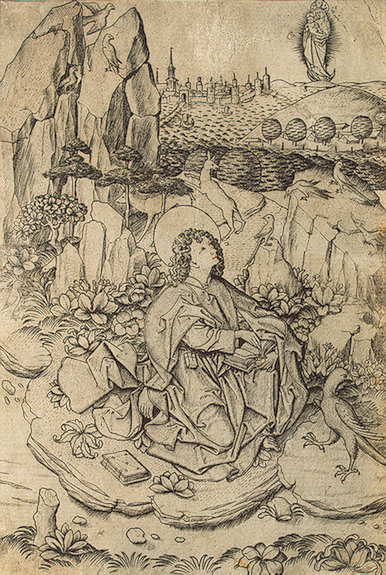
パトモス島の聖ヨハネ

## ホーラ
ホーラ（「主要な町」）は、海賊などの侵攻から聖ヨハネ修道院を守るために建造された要塞都市で、丘の上にある修道院を囲むように形成されている。現存する町並みは16世紀にまで遡るもので、黒ずんだ城壁が特徴的な修道院とは対照的に、ホーラの歴史的建造物群は純白の外観を呈している。

## ギャラリー

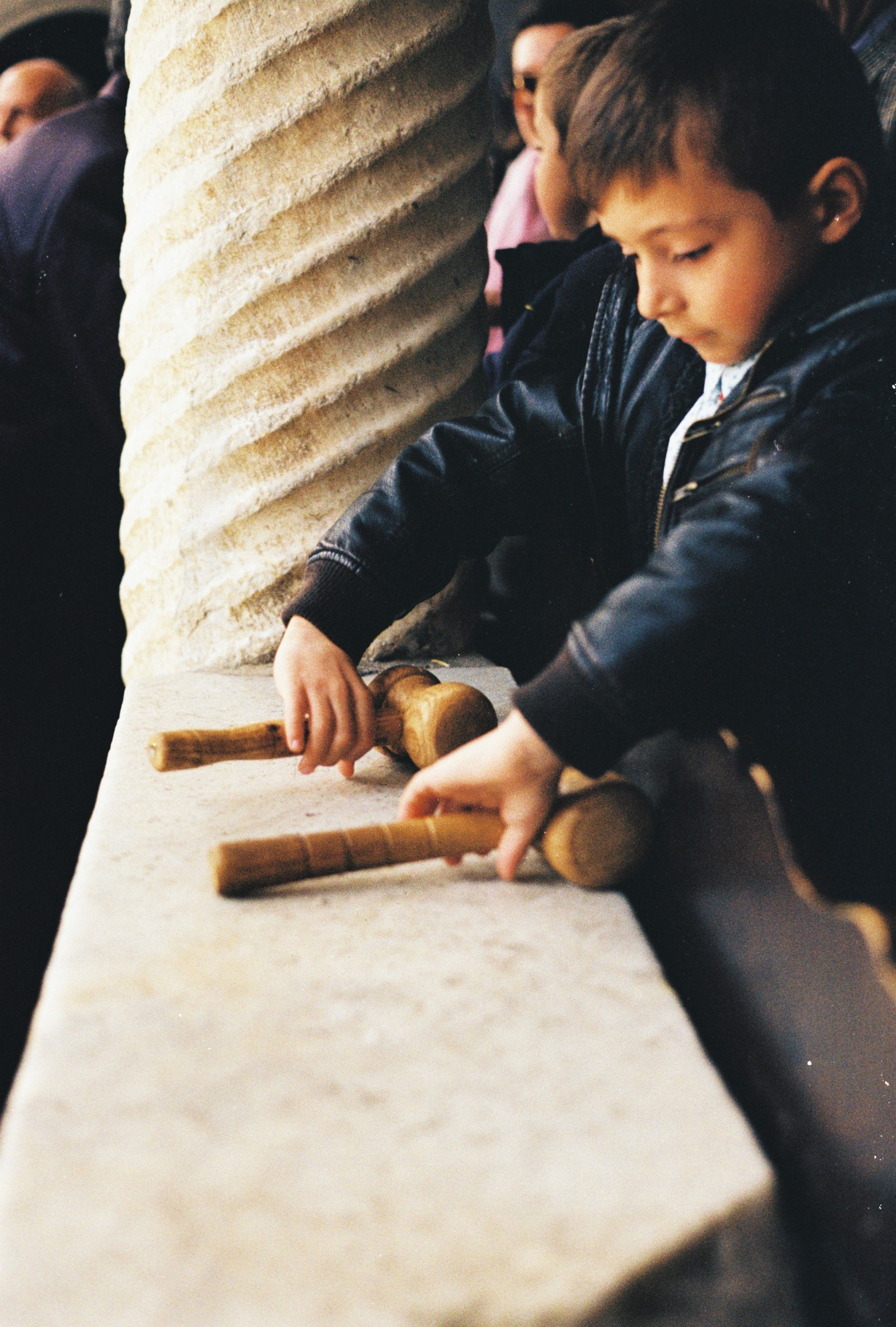
Boy at Monastery of Saint John, Patmos
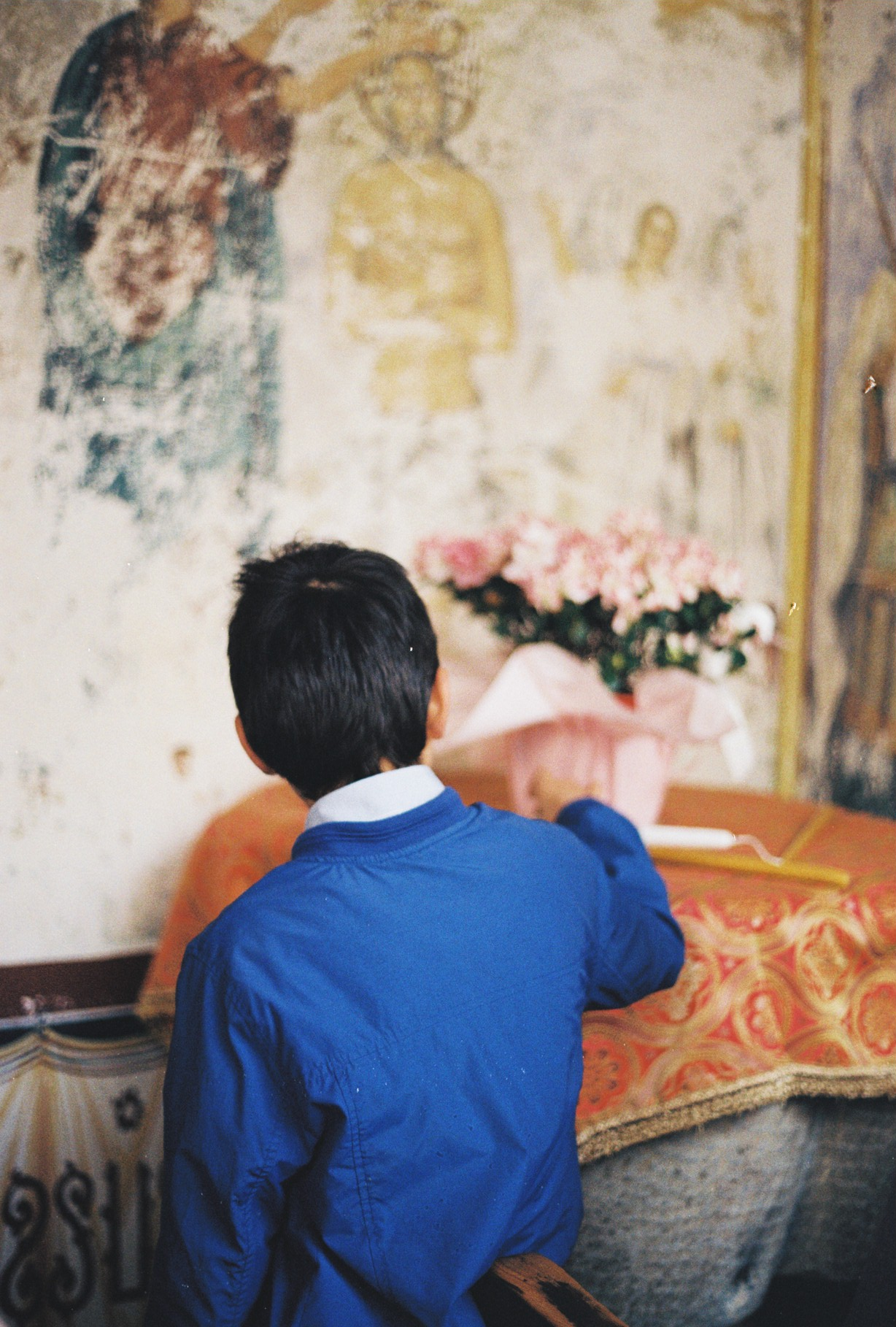
Boy in fromt of mural at Monastery of Saint John's
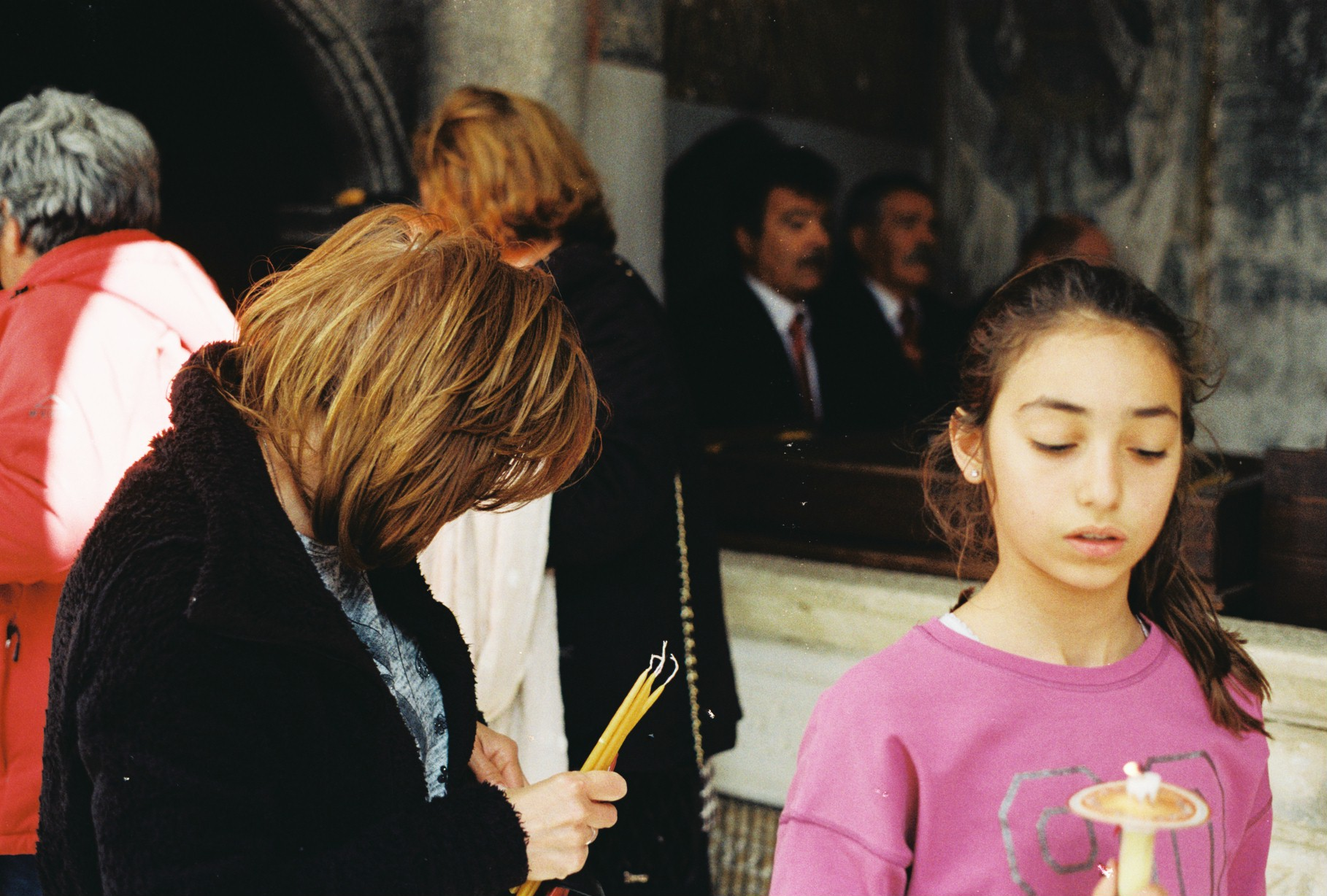
Girl and Woman at Monastery of Saint Johns, Patmos
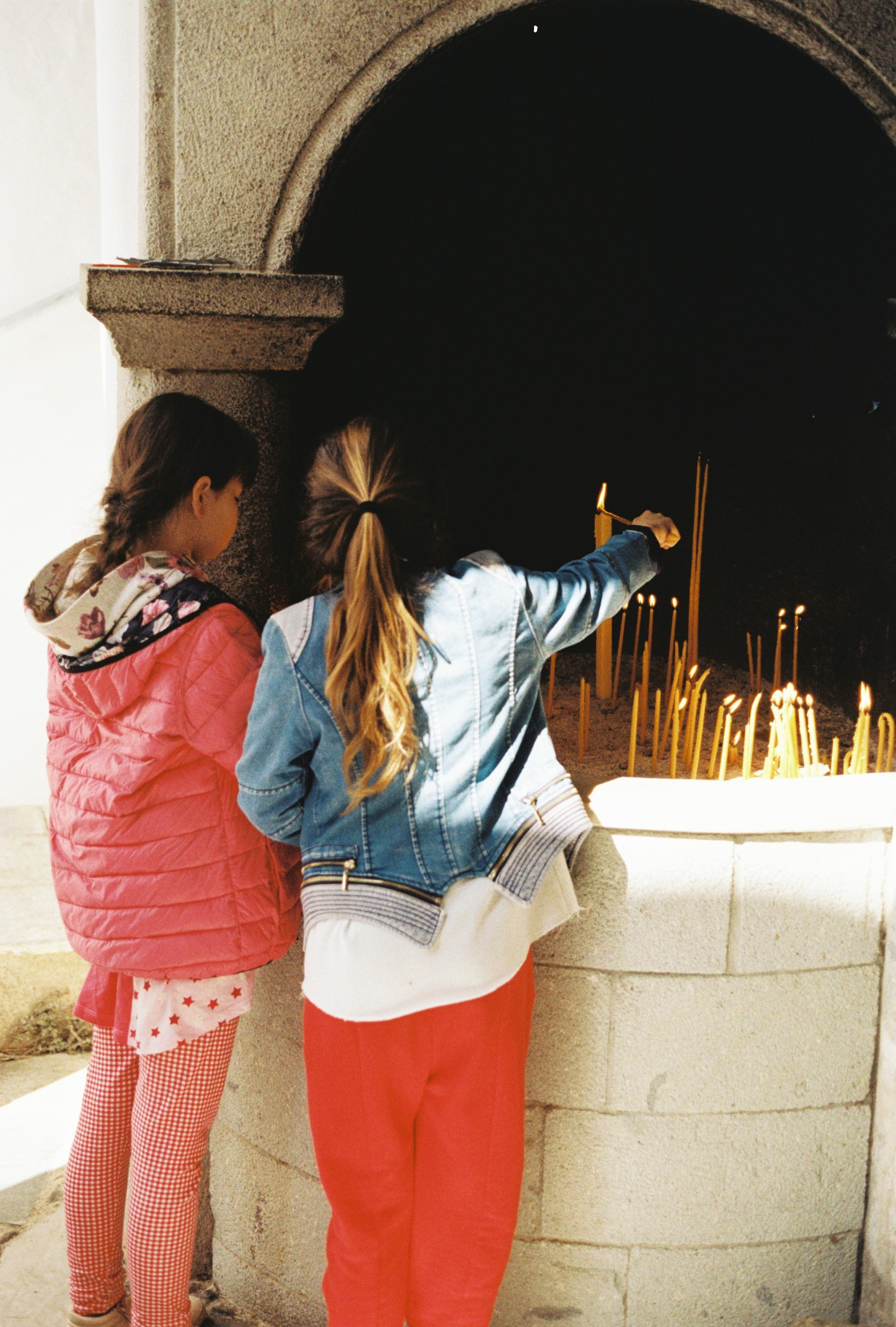
Girls lighting Candles at Monastery of Saint Johns
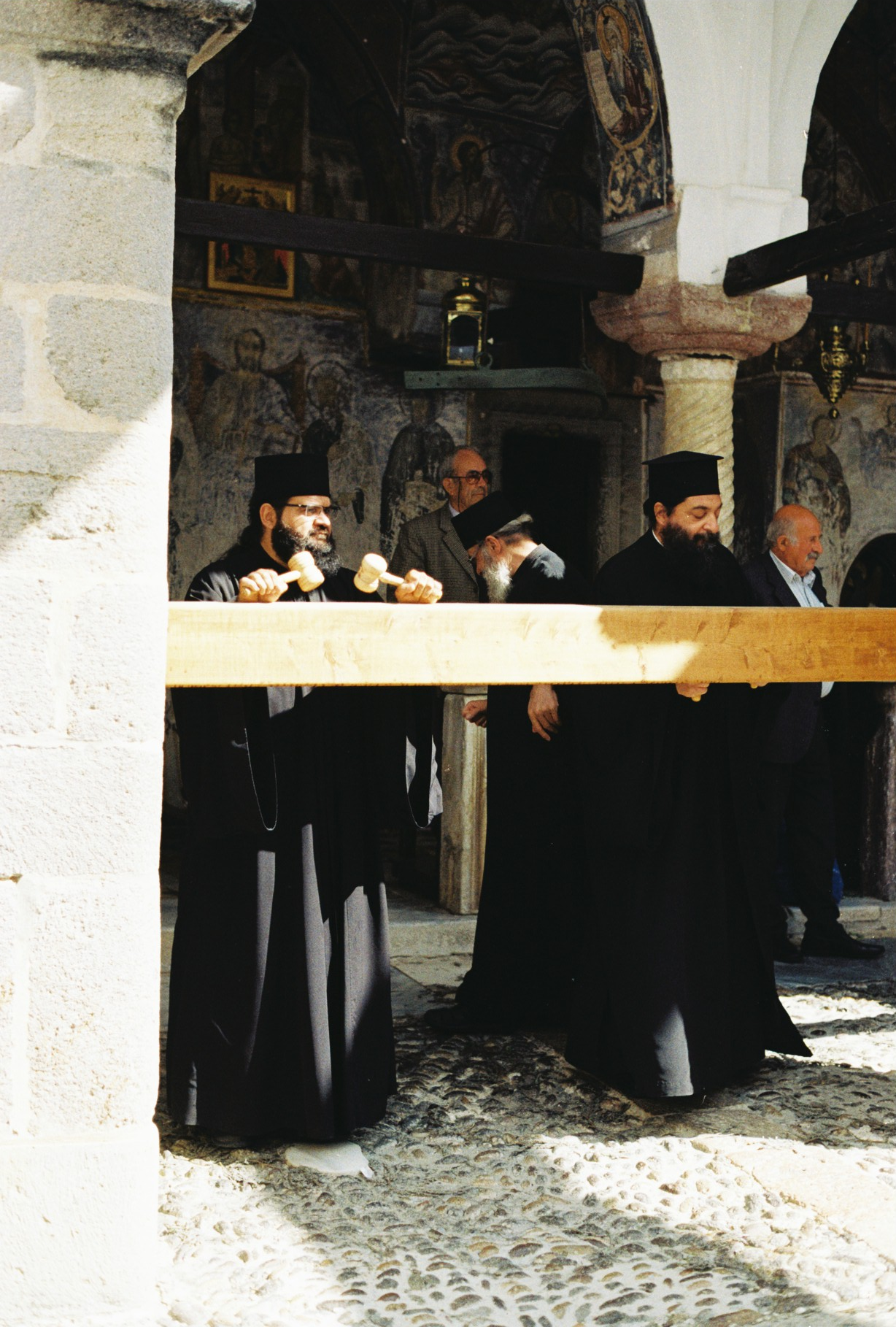
Greek orthodox Priests at Monastery of Saint John's
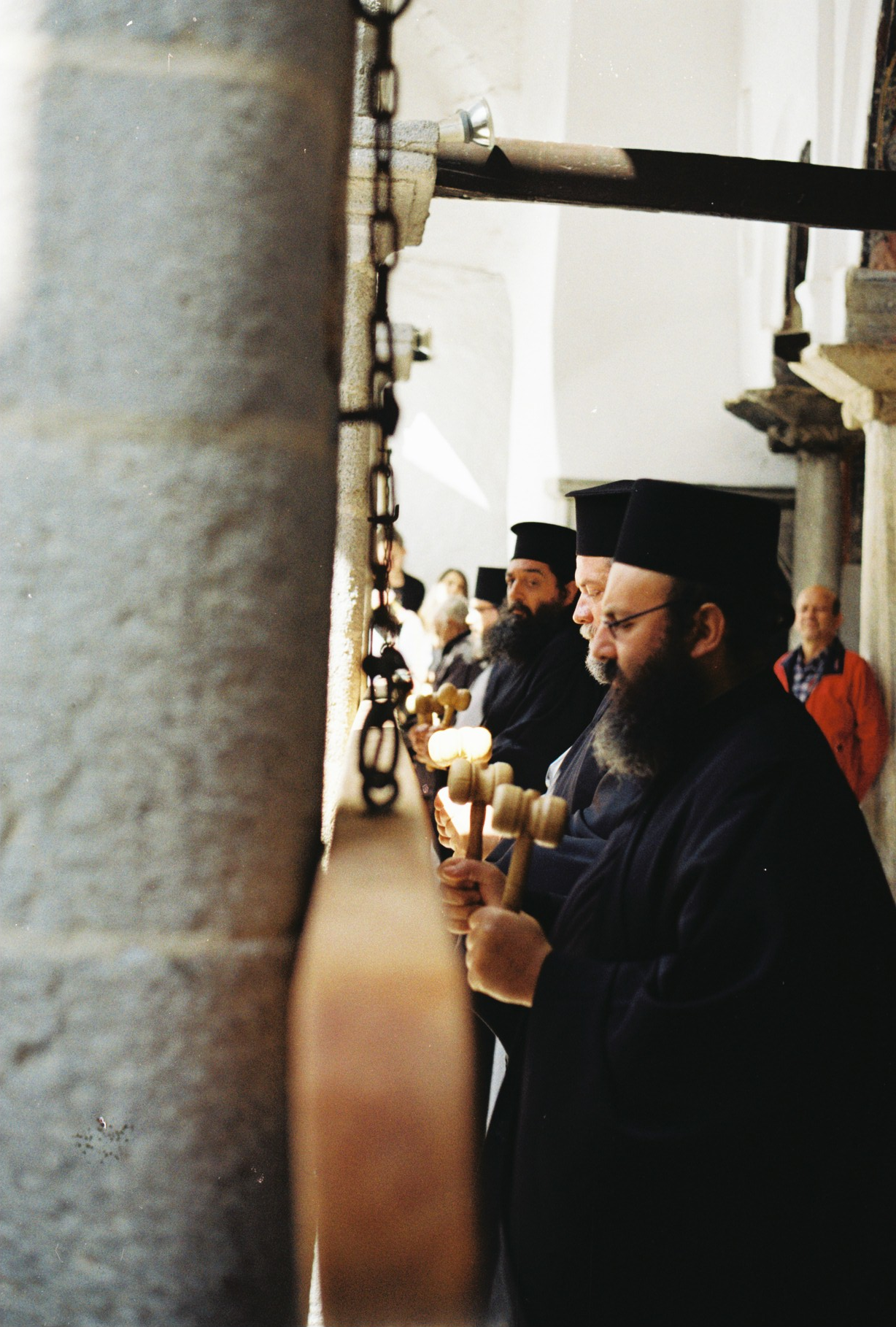
Greek orthodox Priests at Monastery of Saint John's
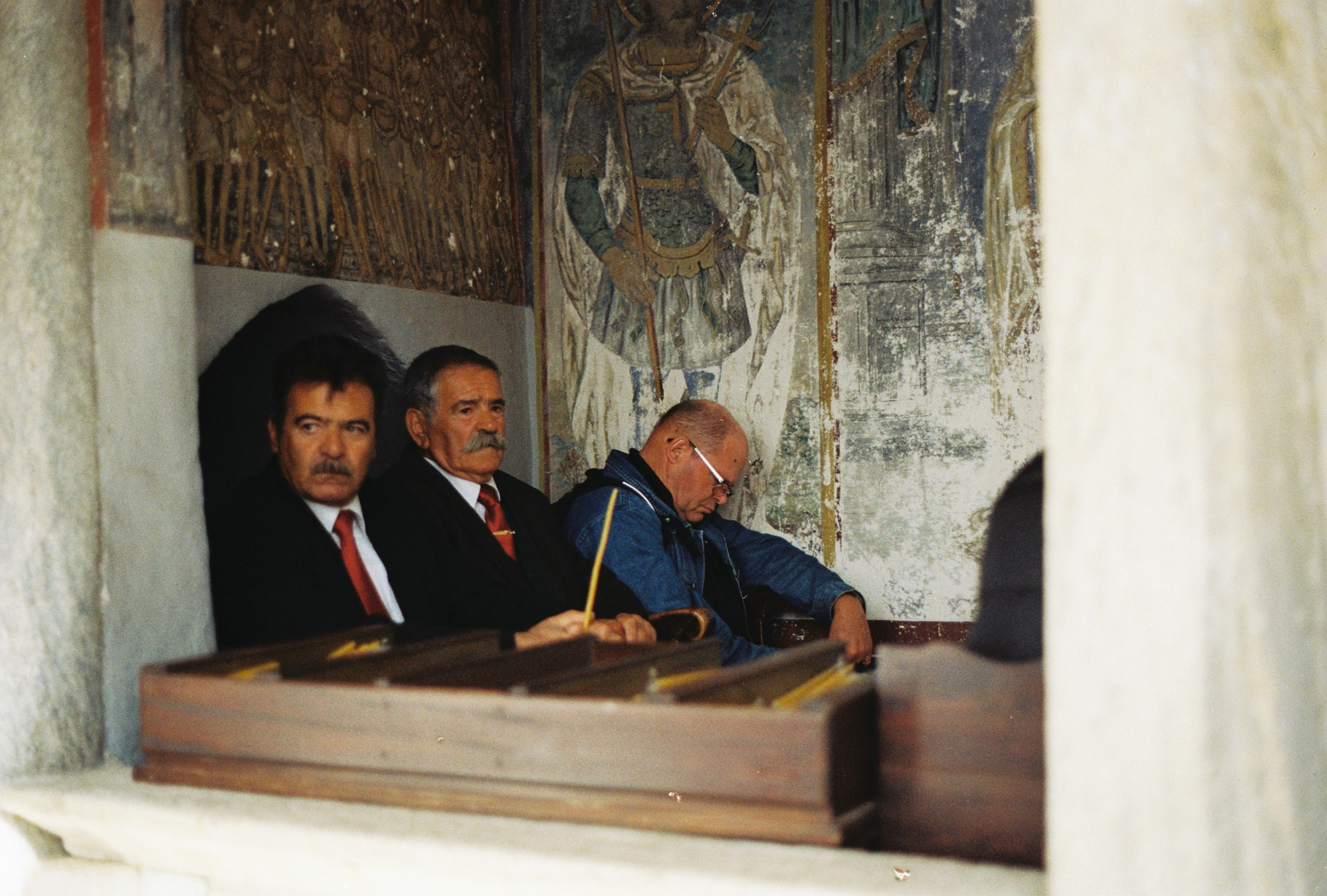
Men at Monastery of Saint John's during Easter Celebrations
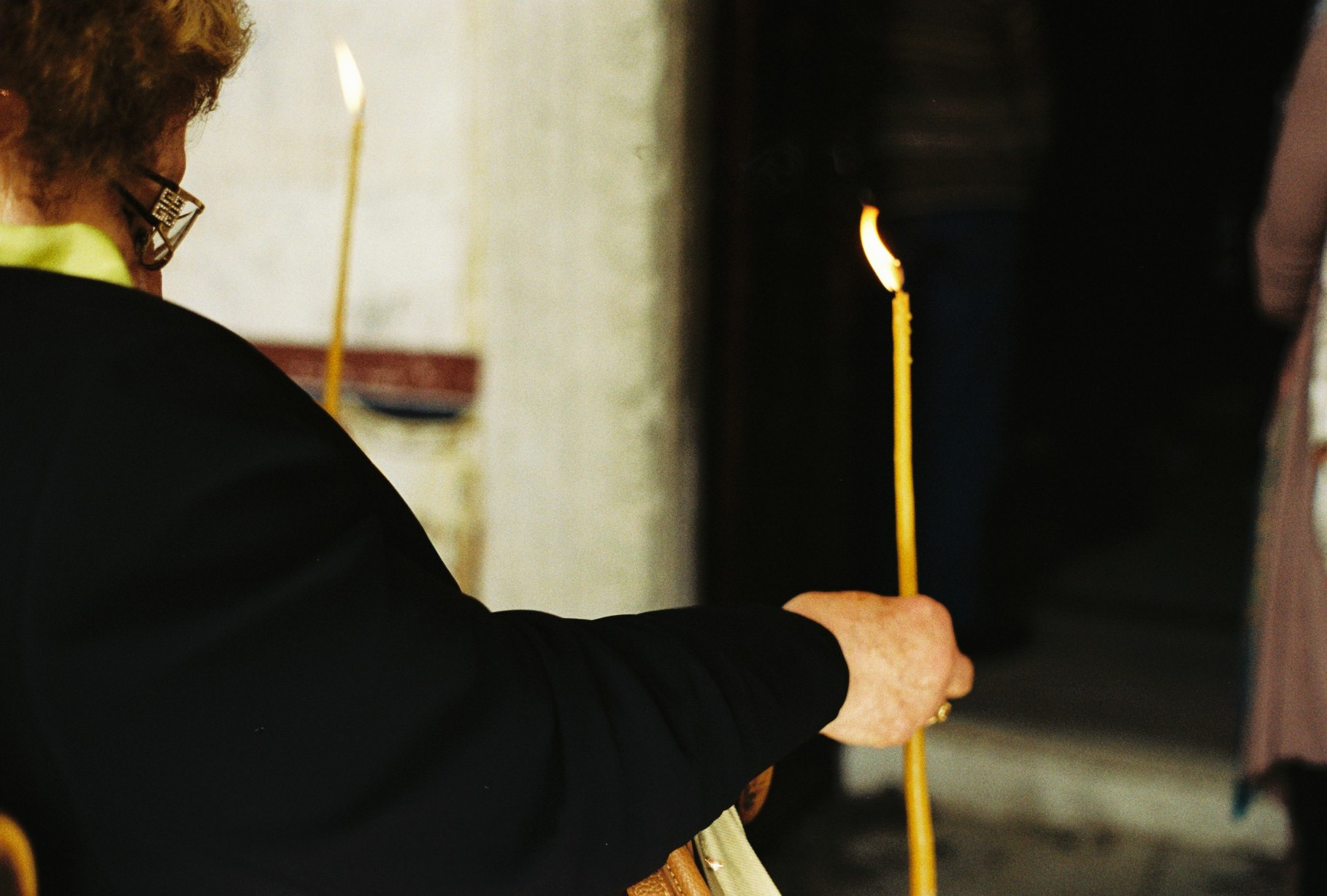
Woman with Candle at Monastery of Saint Johns during Easter Celebrations

## 登録基準
この世界遺産は世界遺産登録基準のうち、以下の条件を満たし、登録された（以下の基準は世界遺産センター公表の登録基準からの翻訳、引用である）。
- (3) 現存するまたは消滅した文化的伝統または文明の、唯一のまたは少なくとも稀な証拠。
- (4) 人類の歴史上重要な時代を例証する建築様式、建築物群、技術の集積または景観の優れた例。
- (6) 顕著で普遍的な意義を有する出来事、現存する伝統、思想、信仰または芸術的、文学的作品と直接にまたは明白に関連するもの（この基準は他の基準と組み合わせて用いるのが望ましいと世界遺産委員会は考えている）。